# Girabola 2014
La Girabola 2014 fue la trigésima sexta edición del torneo en el fútbol de Angola, disputada por dieciséis equipos del 21 de febrero del 2014 hasta el 5 de noviembre del 2014. Finalizó campeón el club Recreativo do Libolo quien obtuvo su tercer título en los últimos cuatro años.

## Sistema de campeonato
El torneo se disputa entre dieciséis equipos en sistema de todos contra todos durante treinta jornadas, quien ocupa el primer lugar es el campeón y obtiene cupo a Liga de Campeones de la CAF al igual que el equipo subcampeón y los últimos tres equipos de la tabla de posiciones descienden a la Gira Angola.

## Participantes
| Club                                | Ciudad   |
| ----------------------------------- | -------- |
| Primeiro de Agosto                  | Luanda   |
| Primeiro de Maio                    | Benguela |
| Atlético Sport Aviação              | Luanda   |
| Benfica de Luanda                   | Luanda   |
| Recreativo de Caála                 | Huambo   |
| Recreativo do Libolo                | Libolo   |
| Desportivo da Huíla                 | Lubango  |
| Bravos do Maquis                    | Luena    |
| Interclube                          | Luanda   |
| Sagrada Esperança                   | Dundo    |
| Kabuscorp                           | Luanda   |
| Petro Atlético                      | Luanda   |
| Progresso do Sambizanga             | Luanda   |
| S. L. Benfica                       | Lubango  |
| Sporting Clube Petróleos de Cabinda | Cabinda  |
| União Sport Clube do Uíge           | Uíge     |

## Clasificación
Se disputó desde el 21 de febrero hasta el 5 de noviembre del 2014
|  |     | Equipos                  |  | PJ | PG | PE | PP | GF | GC | Dif | Pts |
|  | --- | ------------------------ |  | -- | -- | -- | -- | -- | -- | --- | --- |
|  | 1.  | Recreativo do Libolo (C) |  | 30 | 20 | 9  | 1  | 39 | 13 | +26 | 69  |
|  | 2.  | Kabuscorp SC             |  | 30 | 17 | 9  | 4  | 44 | 27 | +17 | 60  |
|  | 3.  | Benfica de Luanda        |  | 30 | 14 | 13 | 3  | 31 | 18 | +13 | 55  |
|  | 4.  | Primeiro de Agosto       |  | 30 | 16 | 4  | 10 | 49 | 31 | +18 | 52  |
|  | 5.  | Petro Atlético           |  | 30 | 13 | 9  | 8  | 43 | 27 | +14 | 48  |
|  | 6.  | Bravos do Maquis         |  | 30 | 11 | 11 | 8  | 32 | 23 | +9  | 44  |
|  | 7.  | Sagrada Esperança        |  | 30 | 8  | 16 | 6  | 27 | 24 | +3  | 40  |
|  | 8.  | Recreativo de Caála      |  | 30 | 10 | 10 | 10 | 34 | 29 | +5  | 40  |
|  | 9.  | Interclube               |  | 30 | 11 | 6  | 3  | 29 | 38 | -9  | 39  |
|  | 10. | Progresso do Sambizanga  |  | 30 | 9  | 10 | 11 | 31 | 33 | -2  | 37  |
|  | 11. | Desportivo da Huíla      |  | 30 | 9  | 5  | 16 | 28 | 42 | -14 | 32  |
|  | 12. | Sporting de Cabinda      |  | 30 | 7  | 10 | 13 | 25 | 31 | -6  | 31  |
|  | 13. | Atlético Sport Aviação   |  | 30 | 8  | 7  | 15 | 28 | 35 | -7  | 31  |
|  | 14. | Primeiro de Maio (D)     |  | 30 | 6  | 10 | 14 | 29 | 40 | -11 | 28  |
|  | 15. | S.F. Benfica Lubango (D) |  | 30 | 6  | 7  | 18 | 24 | 50 | -26 | 22  |
|  | 16. | União SC (D)             |  | 30 | 5  | 6  | 19 | 16 | 48 | -32 | 21  |

|  | Clasificados para la segunda fase previa de la Liga de Campeones CAF 2015-16. |
|  | Descendidos a la Gira Angola.                                                 |

| (C) Campeón    |
| (D) Descendido |

| Campeón Recreativo do Libolo 3° Título |